# Jean Joseph Antoine Barbaroux
Pour les articles homonymes, voir Barbaroux.
Jean Joseph Antoine Barbaroux est un homme politique français né le 8 juillet 1803 à Brignoles (Var) et mort le 15 mars 1871 à Brignoles.

## Biographie
Médecin, il est député du Var en 1871, siégeant avec le groupe de la Gauche radicale.